# EMS (製造業)
製造業におけるEMS（イーエムエス）とは、英語のelectronics manufacturing serviceの略であり、電子機器の受託生産を行うサービスのことである。

## 概要
製造業務に特化したいわゆる下請けとは異なり、EMSは契約を基に量産規模でのロット生産業務を担う点が特徴。また独自に部材調達、設計、配送など製造業務以外の工程にも入り込み、スケールメリットを活かす場合もある。企業規模とは無関係に、自社では生産設備を保有せず（ファブレス）、製品の設計・開発や宣伝・販売といった自らの得意分野に経営資源を集中するビジネスモデルが広がりを見せている。この生産工程などを主体的に請け負う会社がEMSを行う企業である。製造に関わる一連業務の量的なアウトソーシングといえる。
元々は1980年代からアメリカのシリコンバレーでIBMやHPを中心に発達した業態であり、1990年代のグローバリゼーションとIT革命に伴うパソコン・通信機器の普及によって一気に加速し、1990年代のEMS最大手だったソレクトロンがより低賃金な地域であるマレーシアのペナンと中国の蘇州に工場を設けると世界的に波及した。これによりEMSとファブレス企業との強力な組み合わせが実現し、2000年代にはフォックスコンに代表される技術力の高い台湾で開発・設計を行ってコスト競争力の高い中国で生産・組立を行う「チャイワン」と呼ばれる分業体制が主流となり、国を跨いで競争構造が急速に変化した。かつて業界を席巻していた日本の電子産業、AVメーカー各社が2000年代に市場シェアを一気に落とし衰退を見せた背景として、垂直統合・自前主義に陥ってこうした世界的な製造・物流インフラの流れを捉え切れなかった、などと各所で論じられた。

## 分類
下記3つの形態とは異なる受託業務として扱われることが多い。
- ファウンドリ - より高度な半導体チップの受託製造を行う。TSMC、UMCといった台湾企業に代表される。
- OEM（Original Equipment Manufacturing） - 設計は自社ブランドを持つ発注元が行い、生産だけを受託する。
- ODM（Original Design Manufacturing） - 製造だけでなく企画・設計も含めて受託する。

論者によって定義が異なりがちだが、上記の違いは自社ブランド保有の有無や、知的財産の所有先にある。EMSを行う企業には、EMS専業の企業の他に、EMSとして受託生産を行いながら同様の技術を用いて自社の独自ブランドによって広く外販する企業もある。逆に、EMSとして受託生産するより部品レベルでは外部に発注することが多い大手電機メーカーなどもある。そのような企業では、他社の生産を請け負うことが日常的に行われているので、EMS企業という分類には曖昧な部分がある。

## EMS大手企業の例
- ホンハイ（台湾）
- コンパル・エレクトロニクス（台湾）
- クアンタ・コンピュータ（台湾）
- ウィストロン（台湾）
- ペガトロン（英語版）（台湾）
- フレックス（シンガポール）
- ジェイビルサーキット（アメリカ）
- 新金寶グループ（台湾）
- セレスティカ（カナダ）
- シークス（日本）
- スミトロニクス（住友商事グループ）[10]（日本）
- カトーレック[11]（日本）
- ユー・エム・シー・エレクトロニクス（日本）
- Hytera Communications Corp.Ltd（中国）
- 沖電気工業[12]（日本）
- VVDNテクノロジー[13]（インド）

## 地域性
このような業態を採る企業でも大手は、比較的、東アジアや東南アジアに偏在している。日本の電子機器メーカーのケースでは、海外現地の中小も含めた製造業者や開発プロダクションなどに製造を委託するケースを、総称してEMSと呼んでいる。日本国内のEMS専業の企業は、中小規模が非常に多く、特に実装系から組立てまで受託する形態の企業が多い。